# 博伊特
博伊特，是匈牙利豪伊杜-比豪尔州所辖的一个村。总面积26.88平方公里，总人口487，人口密度18.1人/平方公里（2011年1月1日）。